# Saint-Remy-le-Petit
Saint-Remy-le-Petit è un comune francese di 49 abitanti situato nel dipartimento delle Ardenne nella regione del Grande Est.

## Società

### Evoluzione demografica
Abitanti censiti